# Санчес де Фелипе, Хавьер
Хавьер Санчес де Фелипе (англ. Javier Sánchez de Felipe; род. 14 марта 1997 года, Хетафе) — испанский футболист, защитник клуба «Реал Вальядолид».

## Клубная карьера
Санчес — воспитанник клубов «Атлетико Испанидад» и «Реал Мадрид». 10 октября 2015 года в матче против «Аренас» он дебютировал за «Реал Мадрид Кастилья». 3 декабря 2016 года в поединке против Навалькарнеро отметился первым голом в Сегунде B.
31 октября 2018 года в матче Кубка Испании против клуба «Мелилья» Хавьер дебютировал за основной состав «Реал Мадрид». 11 ноября в поединке против «Сельты» он провёл первый матч в испанской Ла Лиге. 6 декабря в ответном кубковом матче отметился первым голом за «сливочных».
В 2019 году на правах аренды перешёл в «Реал Вальядолид». 13 июня 2020 года в матче против «Леганеса» дебютировал за новый клуб. По окончании арендного соглашения была активирована опцию выкупа. 20 августа 2021 года в поединке против «Реал Сарагоса» Санчес забил первый гол за «Реал Вальядолид».